# Носторф
Носторф (нем. Nostorf) — община в Германии, в земле Мекленбург-Передняя Померания.
Входит в состав района Людвигслуст. Подчиняется управлению Бойценбург-Ланд.  Население составляет 730 человек (на 31 декабря 2010 года). Занимает площадь 19,97 км².
Коммуна подразделяется на 4 сельских округа.